# اوشن ریج (فلوریدا)
اوشن ریج (به انگلیسی: Ocean Ridge) شهرکی در شهرستان پام بیچ ایالت فلوریدا است که در سال ۱۹۳۱ بنیان‌گذاری شده‌است. این شهرک طبق سرشماری سال ۲۰۱۰ میلادی، ۱٬۵۴۱ نفر جمعیت داشته و مساحت آن نیز ۵٫۲ کیلومتر مربع است.